# Cathédrale Saint-Jean-Baptiste de Pskov
Cette  cathédrale ne doit pas être confondue avec une autre cathédrale de Pskov.
 D’autres cathédrales portent le nom de cathédrale Saint-Jean-Baptiste.
La cathédrale Saint-Jean-Baptiste (en russe : Собор Иоанна Предтечи) ou cathédrale du monastère Saint-Jean (собор Ивановского монастыря) est une église orthodoxe de la ville russe de Pskov. 
Elle est située sur la rive gauche du Grand Fleuve (à Zavelitche), en face du Kremlin de Pskov.
Elle fut construite sur les lieux de l'ancien monastère Saint-Jean-Baptiste au XIIe siècle. Pendant plusieurs siècles, c'est la nécropole des princesses Pskov.
C'est un édifice en pierre composé de six piliers et de trois absides, avec trois coupole en forme de casque. Le bâtiment présente des proportions trapues et semble planté dans le sol (en raison de l'élévation du niveau du sol de 1,5 mètre). La simplicité du bâtiment est soulignée par le manque presque total de décoration de façade.

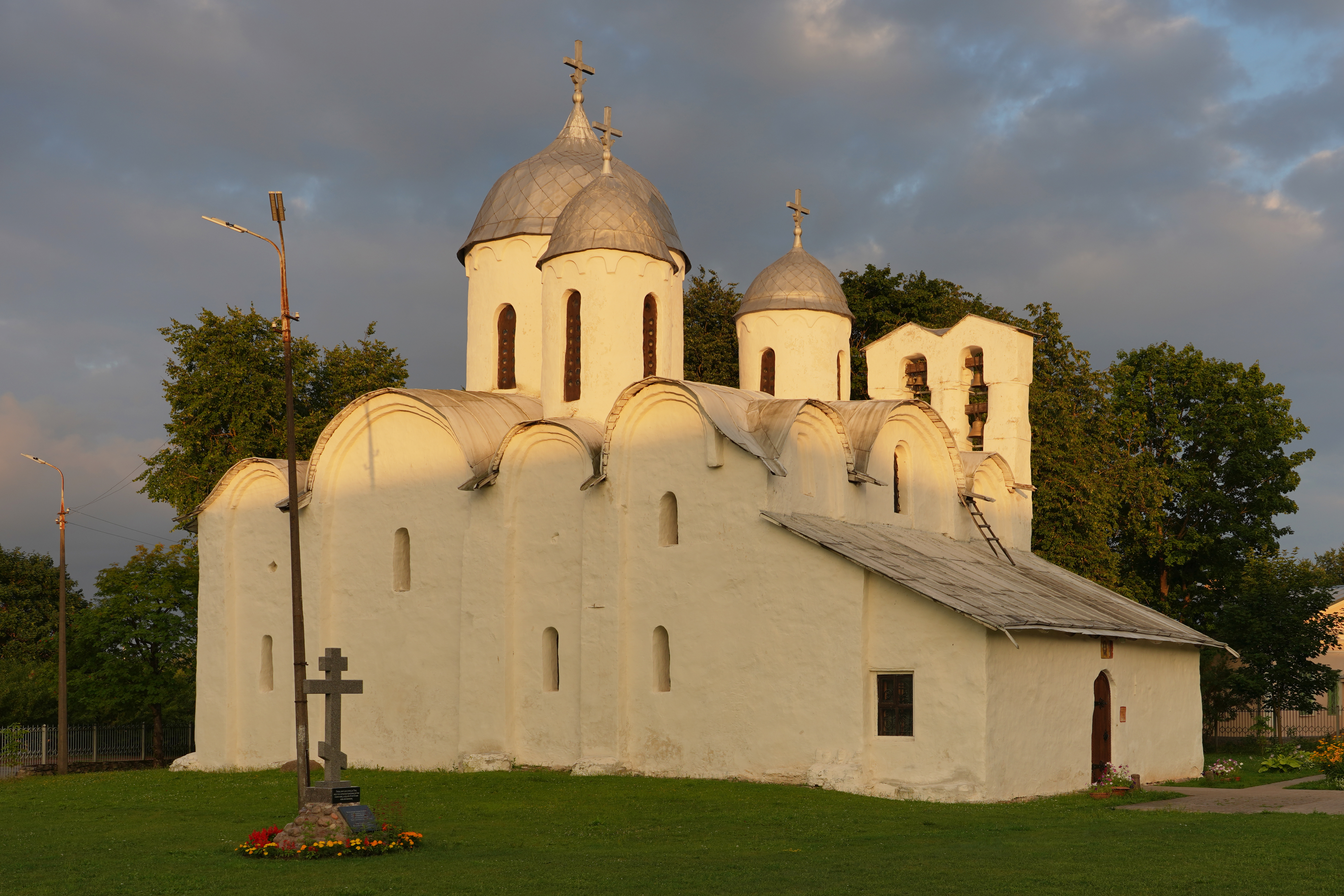
Cathédrale Saint-Jean-Baptiste.

## Datation
La question de datation de la cathédrale a suscité beaucoup de controverses. Les chercheurs du XIXe siècle et du début du XXe siècle pensaient que le fondateur de l'église en pierre au nom de la Nativité de Jean le Précurseur à Pskov était la princesse Pskov, Euphrosyne, qui y avait été enterrée. Par la suite, ils ont réfuté cette version et attribué la date de la construction du temple à 1120-1130. Une veuve du prince Pskov Vsevolod (Gabriel) a été citée comme fondatrice possible du monastère. G.V. Alferova (1958) montrait une grande proximité architecturale de la cathédrale Saint-Jean avec un autre temple de Pskov — la cathédrale de la Transfiguration du monastère de Mirojski — et renvoyait les deux bâtiments à une période datant de la cathédrale du monastère de Mirojski datée de 1137-1138. Iou. Spegalski a estimé que les dates proposées pour l'inscription étaient intenables, renvoyant au manque d'études de l'intérieur de la cathédrale. Après les fouilles archéologiques de l'église en 1964, V.D. Beletsky a suggéré que, par analogie avec l'église Dmitri Solounski de Pskov, le monument ait été construit entre 1119 et 1139. P.N. Maksimov a attribué la construction de la cathédrale à la fin du XIIe siècle, indiquant son affaissement, moins de fenêtres qui ne sont pas situées dans des rangées rythmiques. A. I. Kometch a attribué en 2007 l’époque de la cathédrale vers 1137–1142.
S.P. Mikhailov a admis que la cathédrale de la Nativité de Novgorod du monastère Saint-Antoine, dotée d'une solution figurative similaire, d'une façade, d'un plan et d'un intérieur, pourrait servir de modèle à la construction de la cathédrale Saint-Jean-Baptiste. Ces deux cathédrales ont également des dimensions de base similaires. Ainsi, la distance entre les portes occidentales et le « haut lieu » de la cathédrale Saint-Jean-Baptiste est de 16,4 m, et dans celle de la Nativité - 16,5 m, la largeur de l'espace interne est de 10,3 m, la largeur des bas-côtés est la même. A. Kometch a également évoqué la cathédrale de la Nativité du monastère Saint-Antoine comme exemple direct possible de la cathédrale Saint-Jean-Baptiste.